# TRUE NAVIGATION
「TRUE NAVIGATION」（トゥルー・ナビゲーション）は、TWO-MIXの7枚目のシングルである。1997年6月4日にキングレコードから発売された。

## 制作
テレビ朝日系『XファイルIII』イメージソング。タイアップの話がきた際、メンバーの高山みなみはなぜ自分たちにオファーが来たのかと疑問視し、永野椎菜も「今まで（テーマソングを）やっていたのは、B'zでしょう大黒摩季さんでしょう」と半信半疑だったという。
今作より生ギターを取り入れることになるが、制作当初はスタッフに「ギターですか?」と反対されていた。メンバーの永野はインタビューで「僕らがやれば、それがTWO-MIXサウンドだし、出来上がりが良かったから、みんな納得してくれましたけど」と語っており、高山も「私たちには完成形が見えていましたからね。そんなに変わらない自信があるから、いろいろ試すことができたんだと思う」とコメントしている。

## チャート成績
文化放送「FRIDAY SUPER COUNTDOWN 50」第344回(1997年6月13日)にてTWO-MIX自身、また声優関連のアーティスト、キングレコード所属のアーティストで初の1位を獲得し、同時に同番組の1997年年間ランキングで7位を獲得した曲である。
テレビ朝日系『ミュージックステーション』のランキングで8位を獲得した。

## 収録曲
| 全作詞: 永野椎菜、全作曲: 高山みなみ、全編曲: TWO-MIX。 |                                       |          |            |      |
| #                                                       | タイトル                              | 作詞     | 作曲・編曲 | 時間 |
| 1.                                                      | 「TRUE NAVIGATION」                   | 永野椎菜 | 高山みなみ | 4:14 |
| 2.                                                      | 「WAKE」                              | 永野椎菜 | 高山みなみ | 5:40 |
| 3.                                                      | 「TRUE NAVIGATION」(Original Karaoke) | 永野椎菜 | 高山みなみ |      |
| 4.                                                      | 「WAKE」(Original Karaoke)            | 永野椎菜 | 高山みなみ |      |

## リリース履歴
| No. | 日付         | レーベル             | 規格  | 規格品番 | 最高順位 | 備考 |
| --- | ------------ | -------------------- | ----- | -------- | -------- | ---- |
| 1   | 1997年6月4日 | キングレコード / KMW | 8cmCD | KIDS-337 | 7位      |      |

## 収録作品
| 曲名            | バージョン    | 収録アルバム                                | 発売日         | 備考          |
| --------------- | ------------- | ------------------------------------------- | -------------- | ------------- |
| TRUE NAVIGATION | Original      | 『FANTASTIX』                               | 1997年3月13日  |               |
| TRUE NAVIGATION | Original      | 『SUPER BEST FILES 1995〜1998』             | 1998年12月21日 |               |
| TRUE NAVIGATION | Original      | 『20010101』                                | 2001年1月1日   |               |
| TRUE NAVIGATION | Original      | 『TWO-MIX COLLECTION BOX 〜Categorhythm〜』 | 2002年11月20日 |               |
| TRUE NAVIGATION | Original      | 『TWO-MIX パーフェクト・ベスト』            | 2011年6月8日   |               |
| TRUE NAVIGATION | Original      | 『TWO-MIX 25th Anniversary ALL TIME BEST』  | 2021年2月10日  |               |
| TRUE NAVIGATION | International | 『BPM CUBE』                                | 2000年8月9日   | English ver.  |
| TRUE NAVIGATION | Domestic      | 『BPM CUBE』                                | 2000年8月9日   | Japanese ver. |
| WAKE            | Original      | 『FANTASTIX』                               | 1997年3月13日  |               |
| WAKE            | Original      | 『20010101』                                | 2001年1月1日   |               |